# Gottfried August Bürger

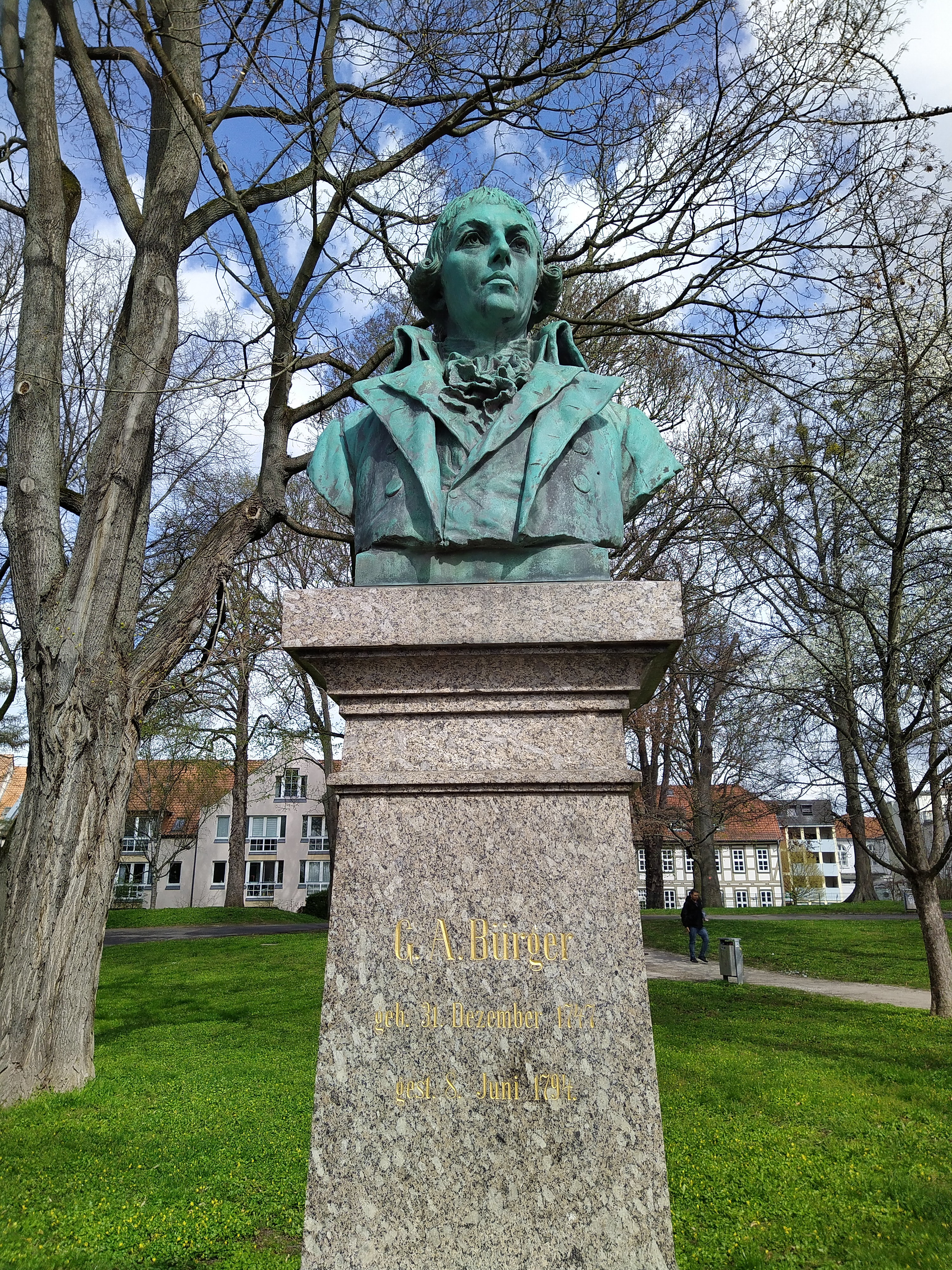
Pomnik pisarza w Getyndze

Gottfried August Bürger (ur. 31 grudnia 1747 w Molmerswende w powiecie Halberstadt, zm. 8 czerwca 1794 w Getyndze) – niemiecki pisarz związany z okresem Sturm und Drang.

## Życiorys
Bürger był synem luterańskiego pastora, któremu nie zależało na kształceniu syna, jednak w wieku 12 lat chłopiec został adoptowany przez dziadka ze strony matki, który wysłał go do szkoły w Aschersleben a następnie w Halle i umożliwił mu studia wyższe. Dziadek kilkakrotnie wycofywał swoje wsparcie wskutek konfliktów z nieustatkowanym młodzieńcem, jednak zawsze dochodziło do pojednania.
W 1764 pod presją dziadka Bürger rozpoczął studia teologiczne, które jednak szybko porzucił by podjąć studia prawnicze na uniwersytecie w Getyndze. W tym okresie zawarł bliską przyjaźń z wieloma młodymi ludźmi z kręgów literackich. Jednym z jego przyjaciół był Johann Erich Biester. Pierwsze wiersze Bürgera ukazały się w czasopiśmie Almanach Muz (Musenalmanach), wydawanym przez Heinricha Christiana Boie i Friedricha Wilhelma Gottera. W 1772, dzięki wpływom Boie, Bürger otrzymał stanowisko państwowe w Altengleichen niedaleko Getyngi.
Jednocześnie pozostawał w kontakcie z przyjaciółmi z Getyngi. Współpracował z grupą Göttinger Hainbund, choć sam nie był jej członkiem. W 1773 w Almanachu Muz opublikowana została ballada Lenora, jeden z najsłynniejszych utworów Bürgera.
Jesienią 1774 poślubił Dorette Leonhart, jednak prawdziwą miłością jego życia była młodsza siostra żony, Auguste (występująca w jego twórczości pod imieniem "Molly"), toteż małżeństwo nie układało się szczęśliwie.
W 1778 Bürger został wydawcą Almanachu Muz, w tym samym roku ukazał się pierwszy zbiór jego wierszy z ilustracjami Daniela Chodowieckiego.
Trapiony problemami finansowymi i oskarżony o zaniedbywanie obowiązków służbowych złożył stanowisko i w 1784 przeprowadził się z powrotem do Getyngi, gdzie zaczął prowadzić wykłady z estetyki jako Privatdozent. Niedługo przed powrotem do Getyngi jego żona zmarła (30 lipca 1784) i 29 czerwca następnego roku Burger mógł poślubić swoją szwagierkę. Jej przedwczesna śmierć przy porodzie 9 stycznia 1786 wstrząsnęła nim głęboko i spowodowała długotrwały kryzys twórczy. Burzliwe przeżycia osobiste pisarza związane z postacią '"Molly" stały się przedmiotem kilku dziewiętnastowiecznych utworów literackich.
W 1787 uzyskał tytuł doktora filozofii, a w 1789 został mianowany profesorem nadzwyczajnym. Rok później ożenił się po raz trzeci z miłośniczką jego twórczości, Elise Hahn. Już po kilku tygodniach małżeńskiego życia zdał sobie sprawę ze swojej pomyłki, dwa i pół roku później doszło do rozwodu. Głęboko zraniony krytyką drugiego wydania jego wierszy autorstwa Schillera w Allgemeine Literaturzeitung z 1791, rozczarowany, podupadły na zdrowiu, Bürger prowadził skromne życie nauczyciela i tłumacza w Getyndze. Zmarł na gruźlicę 8 czerwca 1794.

## Twórczość

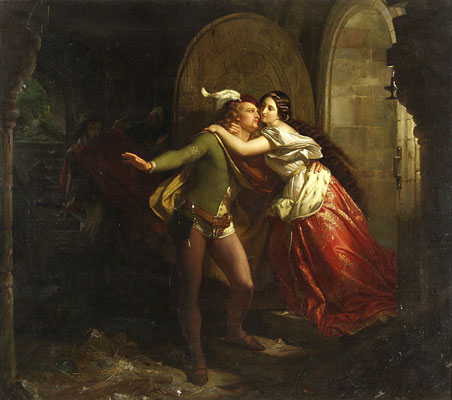
Lenardo und Blandine, według utworu Bürgera, Wilhelm Volkhart

Znany przede wszystkim jako autor ballad. Obok najsłynniejszej Lenory rozgłosem i uznaniem cieszyły się utwory Das Lied vom braven Manne, Die Kuh, Der Kaiser und der Abt i Der wilde Jäger (na podstawie tej ostatniej César Franck skomponował poemat symfoniczny Le Chasseur maudit). Bürger pisał również wiersze o tematyce społeczno-politycznej, sonety i liryki miłosne. Opracował jedną z wersji przygód barona Münchhausena.